# Rêve à la lune
Pour plus de détails, voir Fiche technique et Distribution.
Rêve à la lune, aussi connu sous le titre L'Amant de la lune, est un film français réalisé par Ferdinand Zecca et Gaston Velle sorti en 1905, distribué dans les pays anglophones sous le titre Dream of the Moon, The Moon Lover, Drunkard's Dream or Why You Sign the Pledge. C'est le plus grand succès de Gaston Velle, Pathé en a vendu plusieurs centaines de copies.

## Synopsis
Le film met en scène un ivrogne rêvant qu'il est emmené sur la Lune.

## Fiche technique
- Titre : Rêve à la lune
- Titre alternatif : L'Amant de la lune

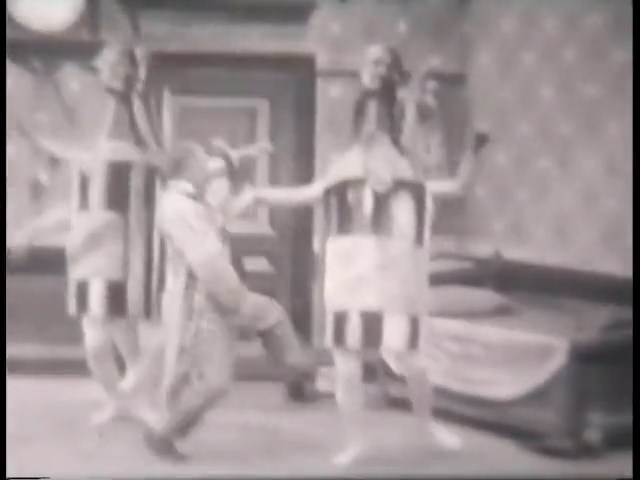
La danse avec les bouteilles.

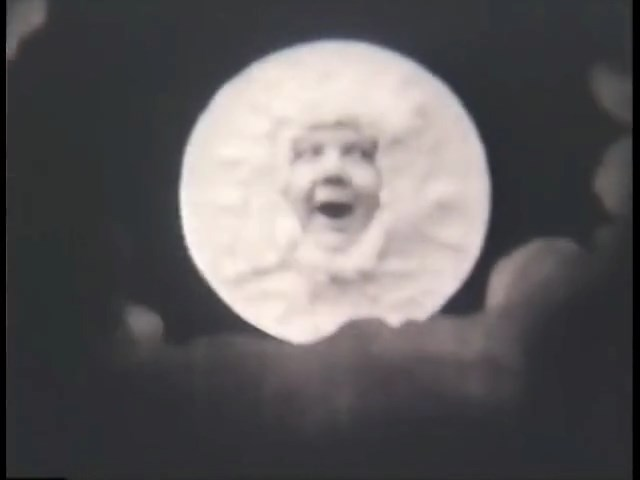
Image extraite du film.

- Titres anglais : Dream of the Moon, The Moon Lover, Drunkard's Dream or Why You Sign the Pledge[2]
- Réalisation : Ferdinand Zecca et Gaston Velle

## Distribution
- Ferdinand Zecca : l'ivrogne

## Analyse
Le film est composé de 14 scènes, sans intertitres. Pour ce film, il fut procédé pour la première fois à trois surimpressions successives.
Deux versions du film ont été conservées, une de 112 mètres sans titre, et une de 128 mètres avec un titre L'amant de la lune. Les deux versions, tournées la même année, ont le même nombre de scènes, mais le deuxième comporte des séquences plus longues. La comparaison des deux copies permet de mieux comprendre le mode de production des films à l'époque chez Pathé.